# Chipata
Chipata (früher Fort Jameson) ist eine Grenzstadt in Sambia nahe der Grenze zu Malawi auf etwa 1150 Metern Höhe mit 188.020 Einwohnern (2022). Sie ist Hauptstadt der Ostprovinz und Sitz der Verwaltung des gleichnamigen Distrikts. Bei ihr entspringt der Msandile, ein Nebenfluss des Luangwa.

## Geschichte
Der Name Chipata leitet sich aus dem Chewa-Wort Chimpata ab und bedeutet großer Platz. Der Stadtteil Kapata bedeutet hingegen kleiner Platz.
Die Stadt geht auf das ehemalige, britische Fort Jameson zurück, benannt nach dem Abenteurer und Politiker Leander Jameson. Die Bezeichnung als Fort ergibt sich aus der damaligen befestigten Lage der Verwaltungseinrichtungen in Form einer Boma.
Fort Jameson war von 1900 bis 1911 Verwaltungssitz des britischen Protektorats Nord-Ost-Rhodesien, bis dieses 1911 in das Protektorat Nordrhodesien aufging.
Chipata war während des Bürgerkrieges in Mosambik wiederholt Ziel großer Flüchtlingswellen. Das prägt diese Stadt und ihr Umland, denn längst nicht alle Flüchtlinge sind nach dem Ende des Bürgerkrieges zurückgekehrt.
Als Hauptstadt der Ostprovinz Sambias hat Chipata einen enormen wirtschaftlichen Aufschwung, ein starkes Bevölkerungswachstum und einen beachtlichen Infrastrukturausbau erfahren. Daher wurde Chipata im Jahr 2017 als fünfte Stadt Sambias zur City erklärt.

## Wirtschaft
Chipata ist eine Marktstadt von regionaler Bedeutung. Vergleichbar sind in weitem Umkreis nur Tete in Mosambik und Lilongwe in Malawi. Die Stadt hat Schulen und Krankenhäuser, Geschäfte und Banken. Die Safaris in die Tierschutzgebiete des Luangwatales starten hier. Deshalb gibt es Gastronomie und Hotels. Der regionale Golfclub mit eigenem Golfplatz wurde 1906 gegründet.
Im Umland gibt es Kalksteinvorkommen.

## Verkehr

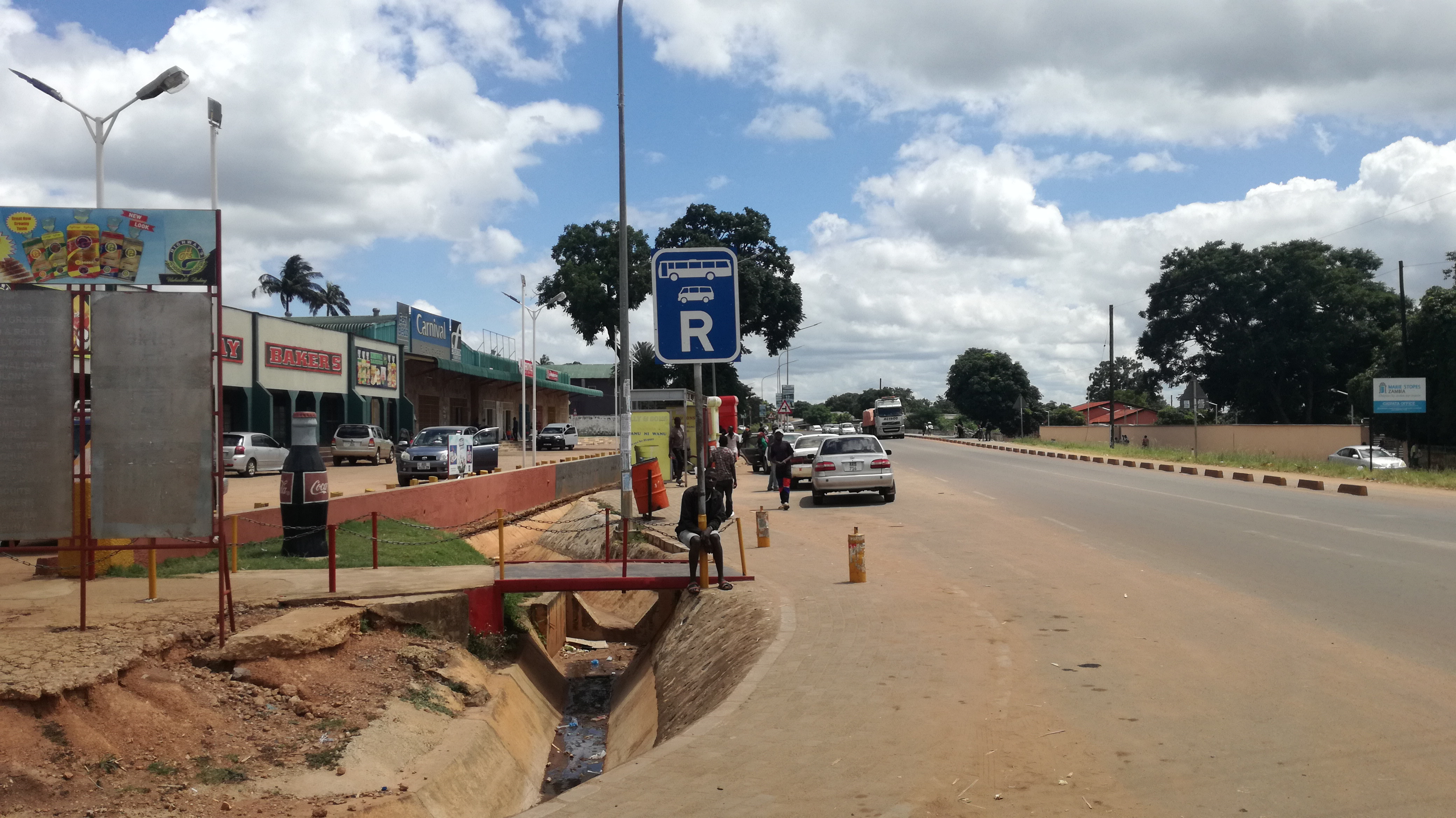
Great East Road (T4)

Chipata befindet sich an der Fernstraße Great East Road (T4). Diese kommt aus der Hauptstadt Lusaka und geht nach wenigen Kilometern östlich von Chipata, am Grenzübergang zu Malawi, in die malawische Nationalstraße M12 nach Lilongwe über. Von Chipata führt auch die Hauptstraße M12 nach Norden bis Lundazi.
Chipata ist seit 2010 über das 35 Kilometer entfernten Mchinji an Schienennetz der malawischen Eisenbahn und somit an den Hafen von Nacala am Indischen Ozean angebunden.
Die Stadt verfügt über eine Flugpiste.

## Demografie
| Jahr | Einwohnerzahl |
| ---- | ------------- |
| 1963 | 8000          |
| 1969 | 13.300        |
| 1974 | 16.600        |
| 1990 | 52.213        |
| 2000 | 73.110        |
| 2010 | 116.627       |
| 2022 | 188.020       |

## Persönlichkeiten
- Fashion Sakala (* 1997), Fußballspieler